# All Over Me
All Over Me és una pel·lícula estatunidenca dirigida per Alex Sichel estrenada el 1997.

## Argument
Claude i Ellen són dos joves adolescents, amigues des de la infantesa. Claude és discreta, poc xerraire, bulímica i tímida, mentre que Ellen és bonica, anorèxica, popular i oberta a noves experiències.
Totes dues viuen a un barri «calent» i perillós de Nova York. Un dia, Ellen coneix Mark, un noi violent, brutal i homòfob que ven droga. Fascinada, Ellen s'enamora i comença el seu descens als inferns.
Claude, per la seva banda, veu allunyar-se la seva millor amiga. Fa amistat amb el seu nou veí, Luke. Aquest últim aviat és trobat assassinat. La policia sospita un crim homòfob.
La relació entre Claude i Ellen es degrada. En efecte, Claude sospita de Mark de al darrere d'aquest homicidi i pensa que Ellen n'està assabentada però fa tot el possible per protegir-lo. Claude coneix Lucy, una jove punk que li fa bestretes. S'adona llavors que està enamorada d'Ellen.

## Repartiment
- Alison Folland: Claude
- Tara Subkoff: Ellen
- Cole Hauser: Mark
- Wilson Cruz: Jesse
- Leisha Hailey: Lucy
- Ann Dowd: Anne
- Gene Canfield: Stewart
- Shawn Hatosy: Gus
- David Lee Russek: Dave